# Olympische Sommerspiele 1964/Teilnehmer (Kuba)
| Gelbes Symbol für Goldmedaillen mit stilisierten Olympischen Ringen | Graues Symbol für Silbermedaillen mit stilisierten Olympischen Ringen | Braundes Symbol für Bronzemedaillen mit stilisierten Olympischen Ringen |
| ------------------------------------------------------------------- | --------------------------------------------------------------------- | ----------------------------------------------------------------------- |
| —                                                                   | 1                                                                     | —                                                                       |

Kuba nahm an den Olympischen Sommerspielen 1964 in Tokio mit einer Delegation von 27 Athleten (25 Männer und 2 Frauen) an 24 Wettkämpfen in sechs Sportarten teil.
Der Leichtathlet Enrique Figuerola sicherte sich mit Silber im 100-Meter-Lauf die einzige Medaille für Kuba.

## Teilnehmer nach Sportarten

### Boxen
- Rafael Carbonell
Fliegengewicht: in der 1. Runde ausgeschieden

- Fermín Espinosa
Bantamgewicht: im Viertelfinale ausgeschieden

- Roberto Caminero
Federgewicht: in der 1. Runde ausgeschieden

- Bienvenido Hita
Leichtgewicht: in der 1. Runde ausgeschieden

- Félix Betancourt
Halbweltergewicht: im Viertelfinale ausgeschieden

- Virgilio Jiménez
Weltergewicht: in der 1. Runde ausgeschieden

### Fechten
Männer
- Enrique Penabella
Florett: in der 1. Runde ausgeschieden
Säbel: im Viertelfinale ausgeschieden

Frauen
- Mireya Rodríguez
Florett: im Viertelfinale ausgeschieden

### Gewichtheben
- Ernésto Varona
Schwergewicht: 15. Platz

### Leichtathletik
Männer
- Enrique Figuerola
100 m: Silber

- Lázaro Aristides Betancourt
110 m Hürden: im Halbfinale ausgeschieden

Frauen
- Miguelina Cobián
100 m: 5. Platz
200 m: im Halbfinale ausgeschieden

### Rudern
Männer
- Osvaldo Díaz
Vierer mit Steuermann: im Vorlauf ausgeschieden
Achter mit Steuermann: im Viertelfinale ausgeschieden

- Alfredo Hernández
Vierer mit Steuermann: im Vorlauf ausgeschieden
Achter mit Steuermann: im Viertelfinale ausgeschieden

- Gilberto Campbell
Vierer mit Steuermann: im Vorlauf ausgeschieden
Achter mit Steuermann: im Viertelfinale ausgeschieden

- Leovigildo Millan
Vierer mit Steuermann: im Vorlauf ausgeschieden
Achter mit Steuermann: im Viertelfinale ausgeschieden

- Roberto Ojeda
Vierer mit Steuermann: im Vorlauf ausgeschieden
Achter mit Steuermann: im Viertelfinale ausgeschieden

- Norge Marrero
Achter mit Steuermann: im Viertelfinale ausgeschieden

- Segundo Mora
Achter mit Steuermann: im Viertelfinale ausgeschieden

- Mario Tabio
Achter mit Steuermann: im Viertelfinale ausgeschieden

- Ezequiel Montenegro
Achter mit Steuermann: im Viertelfinale ausgeschieden

### Turnen
Männer
- Andrés González
Einzelmehrkampf: 96. Platz
Boden: 84. Platz
Pferdsprung: 77. Platz
Barren: 106. Platz
Reck: 111. Platz
Ringe: 101. Platz
Seitpferd: 99. Platz
Mannschaftsmehrkampf: 15. Platz

- Héctor Ramírez
Einzelmehrkampf: 97. Platz
Boden: 41. Platz
Pferdsprung: 86. Platz
Barren: 92. Platz
Reck: 79. Platz
Ringe: 115. Platz
Seitpferd: 109. Platz
Mannschaftsmehrkampf: 15. Platz

- Octavio Suárez
Einzelmehrkampf: 97. Platz
Boden: 92. Platz
Pferdsprung: 84. Platz
Barren: 95. Platz
Reck: 119. Platz
Ringe: 81. Platz
Seitpferd: 80. Platz
Mannschaftsmehrkampf: 15. Platz

- Félix Padron
Einzelmehrkampf: 100. Platz
Boden: 80. Platz
Pferdsprung: 109. Platz
Barren: 108. Platz
Reck: 91. Platz
Ringe: 108. Platz
Seitpferd: 101. Platz
Mannschaftsmehrkampf: 15. Platz

- Pablo Hernández
Einzelmehrkampf: 109. Platz
Boden: 121. Platz
Pferdsprung: 116. Platz
Barren: 113. Platz
Reck: 101. Platz
Ringe: 106. Platz
Seitpferd: 111. Platz
Mannschaftsmehrkampf: 15. Platz

- Carlos García
Einzelmehrkampf: 114. Platz
Boden: 105. Platz
Pferdsprung: 116. Platz
Barren: 99. Platz
Reck: 114. Platz
Ringe: 89. Platz
Seitpferd: 120. Platz
Mannschaftsmehrkampf: 15. Platz